# 密碼 (阿嘉莎·克莉絲蒂小說)
密碼是阿嘉莎·克莉絲蒂所著的推理小說，初版於1941年於美國出版。

## 故事簡介
湯米和塔彭絲是第一次世界大戰時的英國特工，曾屢建奇功。第二次世界大戰期間，情報部門再次邀請湯米協助調查第五縱隊滲透英國的事，後來塔彭絲亦加入調查。兩人掩飾身份去到利哈姆普敦一間名為桑蘇西的旅館，在旅館中分別住了主人佩倫娜太太及女兒希拉、八卦的奧羅克太太、退伍的布萊奇利少校、中年的明頓小姐、德國僑民卡爾及斯普羅特太太與小女兒貝蒂。經過一番明查暗訪，斯普羅特太太只是其中一名敵國間諜，真正的主腦為同鎮的退休軍官海多克。

## 外部連結
- N or M? at the official Agatha Christie website